# Rossemarie Caballero
Rossemarie Caballero (Cochabamba, 1961), narradora y poeta que forma parte de la Antología de narradoras bolivianas actuales. Desde 2020, dirige dos colecciones que promocionan la obra de autores jóvenes y mujeres escritoras desde Bolivia al resto del mundo; creó el Proyecto EC-B (Escritoras Contemporáneas Bolivianas) que difunde la obra de autoras nativas y extranjeras, a través de antologías.

## Biografía
Nació en la ciudad de Cochabamba el 30 de noviembre de 1961. Bachiller del Liceo de Señoritas Bolivia, promoción 1979. Se graduó como Profesora de Letras y Comunicación en la Normal Católica y como Licenciada en Lingüística e Idiomas de la Universidad Mayor de San Simón. Se desempeñó como maestra de secundaria en diferentes unidades educativas; y fue catedrática en las escuelas superiores de formación de maestros “Simón Rodríguez” de Cochabamba, “Enrique Finot” de Santa Cruz y “Juan Misael Saracho” de Tarija.

### Ajedrez y Literatura
Desde temprana edad, según informó en una entrevista autobiográfica,Rossemarie Caballero se involucró en la actividad del ajedrez:

“Antes de jugar con muñecas yo jugaba con las piezas de ajedrez. Un hermano mayor llevó a casa un tablero grande con dos juegos: ajedrez y damas chinas. Mi hermanito menor y yo nos aburríamos jugando damas chinas (con canicas de cristal), y brincamos al otro juego con peones, torres y el rey que eran las piezas más fáciles de mover, después aprendimos los movimientos de la dama y los alfiles y por último el caballo, que era el más complicado. Tendríamos entre cinco y tres años de edad. En colegio nos daban clases de teoría y después en algunos torneos gané libros de ajedrez; fui leyendo y practicando tipos de defensa a ataque. Posteriormente, asistí a cursos en el Instituto de Deportes en Cochabamba para aprender la nueva notación algebraica, porque antes se usaba la notación tradicional...”.
Entrevista revista Juglar, Buenos Aires, junio de 2018

Su incursión dentro la literatura estuvo marcada por la influencia del ajedrez en su desarrollo intelectual. En uno de sus primeros poemas define que “el amor es como un juego de ajedrez”. Su primera novela, “El vuelo de la esfinge”, se desarrolla durante una partida de ajedrez entre un hombre y una mujer.Igualmente en sus cuentos  “Enigmas de la esfinge” y “El vagido del gato”, así como en la novela “Los espejos de Fabia”,el ajedrez se asoma en el nudo narrativo.

## Obra Literaria
El crítico literario Willy Oscar Muñoz, enmarca la creación de esta escritora en un contexto existencialista que la autora construye “con diferentes registros narrativos, los que posibilitan una polifonía de voces articuladas en prosa y verso. Combina la reflexión existencial con lo lúdico, la sensualidad con lo onírico…”.Dicho estilo, con una perspectiva feminista militante, es transversal en su obra poética y narrativa que publicó en 26 años de producción bibliográfica.
A partir de 1998 ha publicado siete poemarios, tres novelas y diez libros de cuentos, de los cuales tres piezas fueron reeditadas en formato de novelas cortas. Como antologista, compiló y editó cuatro antologías y participó en varias compilaciones dedicadas a escritoras bolivianas.

### Poesía
- Antítesis, su primer poemario, fue publicado en 1998.[8]En 2004 publicó Hojas de Eva, que tuvo una segunda edición en 2008.[9]En 2006 circuló su tercer libro de poemas, In versos: funerales de la poesía.
- Hilo con hilo se publicó en 2011, y en 2015 salió a luz Rollo de Papel, poemario que fue recibido con elogios por la crítica y reeditado en 2024 bajo el título Rollo de papel. Libro no retornable.[10]
- Ni aguja ni reloj, publicado en 2019 por la Editorial Ruinas Circulares de Argentina, es considerado uno de sus más logrados libros de poemas.[11]Fue lanzado en la 45ª edición de la Feria Internacional del Libro de Buenos Aires.[12]
- Pequeña niña perdida en el aire (2020) es, a la fecha, el último poemario publicado por la autora, con versos inspirados en la obra de Alejandra Pizarnik y dedicados a dicha escritora argentina.[13]

### Cuentos ynouvelles
- Enigmas de la esfinge y otros relatos (2007)[14]inicia la serie libros de cuentos publicados por la escritora boliviana. El relato que da el título a esta colección de diez cuentos,[15]fue publicado independientemente como nouvelle (novela corta) y también dio el argumento para una novela con los cánones del género.
- Los vagidos del gato, colección de 15 relatos incluyendo el cuento homónimo,[16]publicado en 2009. La androginia y el tema de la identidad sexual son tópicos recurrentes en esta obra. Alcanzó una segunda edición en 2023; al mismo tiempo el cuento principal se editó independientemente como nouvelle.[17]
- Mujer que no fuma (2012),[18]con segunda edición en 2023. Selección de cuentos en prosa poética en los que la autora define su militancia feminista activa, reivindicando la cotidianidad de la mujer común “que barre que plancha. No toma café ni endulza con azúcar”.[19]El libro apareció cuando Bolivia experimentaba una inusitada ola de Feminicidios.[20]
- Obsesiones (2016), una antología personal de la autora que recopila cuentos publicados entre 1998 y 2016. El libro se presentó en el Museo del Libro y de la Lengua de la Biblioteca Nacional de Buenos Aires.[21]
- Juego de Trenzas, libro publicado en 2018 también por Editorial Ruinas Circulares de Buenos Aires.[22]Obra narrativa que, desde la vivencia femenina, despliega una “variedad de registros verbales y la libre combinación de recursos expresivos, que construyen una mirada compleja y caleidoscópica”.[23]
- Un collar para Beatrice (2020), selección de siete relatos en los que se despliega un entramado de pasiones y conductas humanas entretejiéndose con los movimientos del sol, la influencia del astro no deja de estar ausente en cada situación narrada según observó el poeta Heberto Arduz Ruiz.[24]
- La corona al virus (2020), textos virtuales escritos durante el confinamiento, con un testimonio poético de la autora sobre el horror que vivieron las familias bolivianas en los días trágicos de la pandemia. Relatos en prosa y verso, con metáforas sobre las formas de muerte y de resistencia, dolor y heroísmo. La edición impresa de los textos digitales se lanzó en 2023.[25]
- Los delirios de Oniria (2021), libro de un solo cuento que se constituye en la primera nouvelle escrita ex profesamente con formato original de novela corta. La autora clasifica esta obra como propia del romanticismo, con atisbos eróticos y de sensualidad al estilo literario de los años 60 del siglo pasado.[26]

### Novelas
- El vuelo de la esfinge (2009), con segunda edición en 2018. Primera novela de la autora,[27]cuya base argumental es el cuento “Enigmas de la esfinge”. Según Willy Oscar Muñoz, se trata de una  novela lírica construida con diferentes registros narrativos:

“Crea una red de relaciones intertextuales con la mitología griega y sitúa la acción en el acontecer histórico boliviano contemporáneo. Susana, la principal voz enunciativa, cabila sobre la naturaleza del amor, sobre la imposibilidad de la relación amorosa entre el hombre y la mujer, relación imbricada como un juego de ajedrez, como un combate entre ganadores y perdedores, donde la vida misma transcurre como en un laberinto, lo que imposibilita desentrañar existencialmente el enigma de la esfinge, metáfora que constituye la base de esta novela….”.
Willy Oscar Muñoz: Diccionario crítico de novelistas bolivianas, Editorial Plural, 2013. Páginas 57-58

- Los espejos de Fabia (2014),[28]con segunda edición en 2017. Libro considerado representativo de la vocación feminista de la autora. El artista plástico y crítico literario Carlos Rimassa,[29]comentó lo siguiente:

“Su búsqueda con el paralelo de un juego de ajedrez como hilo conductor, que a través de las crípticas jugadas, va significando sentimientos de amor nostalgia y desamor en esa existencial y constante movimiento de la vida. (...). Aquello que es cotidiano permanece oculto y agazapado en su aparente autenticidad, cada acto y cada palabra posee el don de la multiplicidad por sus múltiples lecturas…”.
Carlos Rimassa: “Pasión y fascinación en la novela de Rossemarie Caballero”. Revista digital Veneno Lúdico, 25 de abril, 2010

- Lilith en los infiernos (2021), novela en que la autora expone puntos de vista políticos críticos, denunciando la naturaleza machista de las dictaduras militares que ensombrecieron la historia latinoamericana. En ese contexto, aborda historias de la mujer entrampadas entre el erotismo y el abuso de poder.[30]

“Lilith está reflejada no sólo en cada personaje, sino en las distintas escenas que dibujan la oscuridad del alma humana, el dolor, el sufrimiento, el escape erótico, la ternura y el amor que se desliza entre la piel y el barro…”.
Harold Kurt, en Los rostros sombríos del eterno femenino. La Razón, 27 de agosto, 2020

### Antologías | Proyecto EC-B
- Ensayistas Bolivianas. Voz y pensamiento de mujeres contemporáneas del siglo XI (2024), editora y compiladora.[31]
- Escritoras Contemporáneas Bolivianas. Poesía, narrativa y drama (2019), en colaboración con Marcia Batista Ramos y Amalia Decker.[32]
- Escritoras Cruceñas. Poesía, narrativa y drama (2019), en coordinación con Centa Rek y Marcia Batista Ramos.[33]
- Escritoras Cochabambinas. Poesía y narrativa (2018), en colaboración con Gaby Vallejo y Homero Carvalho.[34]

## Distinciones y premios
El 31 de octubre de 2024, la Cámara de Senadores de Bolivia le entregó un reconocimientopor su contribución a las letras bolivianas con una perspectiva feminista.El 11 de octubre de 2024, Día de la Mujer que se celebra en Bolivia como tributo a Adela Zamudio, la Cámara Departamental del Libro de Cochabamba confirió a la autora el reconocimiento al Mérito Literario,galardón que recibió en el marco de la XVII Feria del Libro de Cochabamba.
En 2006, su relato “Enigmas de la Esfinge” obtuvo el Primer Premio en el Concurso Departamental de Cuento Comteco, en Cochabamba. Su cuento “Los vagidos del gato” recibió mención de honor en el Concurso Nacional de Cuento Adela Zamudio. En 2015 ganó el Concurso de Poesía Ediciones Jota de Potosí con el poemario “Rollo de Papel”, para la colección Bicentenario. En 2017 gana el Concurso de Cuento Ediciones Jota por su relato “Los vagidos del gato”.